# Glitter/C O S M
Glitter/C O S M è un singolo dei musicisti britannici Daniel Avery e Jon Hopkins, pubblicato il 14 settembre 2018.

## Descrizione
Uscito in concomitanza con il tour statunitense dei due musicisti, il singolo contiene un remix di Glitter di Avery ad opera di Hopkins (reso disponibile per l'ascolto già una settimana prima) e uno di C O S M di Hopkins realizzato da Avery.
Entrambi i brani sono stati in seguito pubblicati separatamente anche per il download digitale.

## Tracce
Lato A
1. Glitter (Jon Hopkins Remix) – 7:26

Lato B
1. C O S M (Daniel Avery Remix) – 4:34